# Science fiction

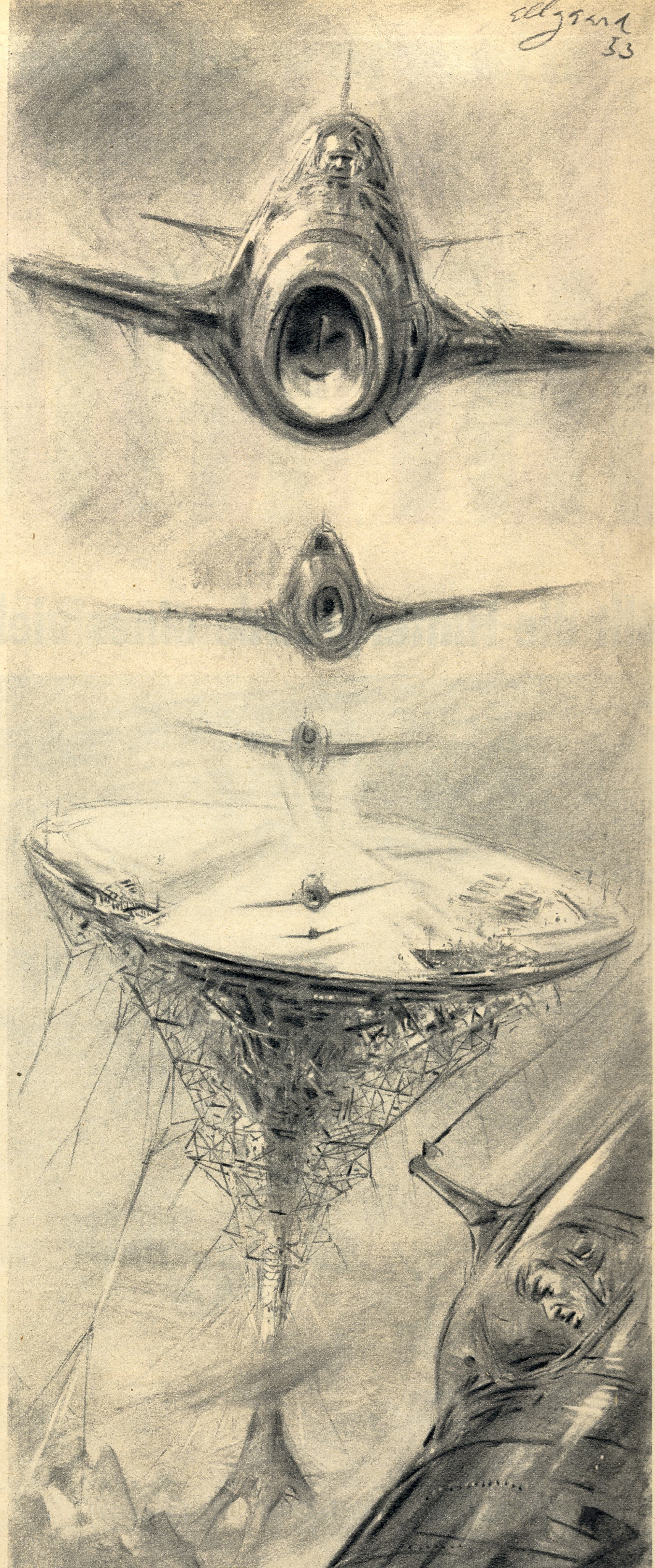
"Start i stratosfären" en framtidsvision från 1953.
Illustration av Helmuth Ellgaard.

Science fiction är en genre inom litteratur och film där bärande element i intrig eller miljö har inslag grundade på vetenskapliga eller teknologiska spekulationer. 

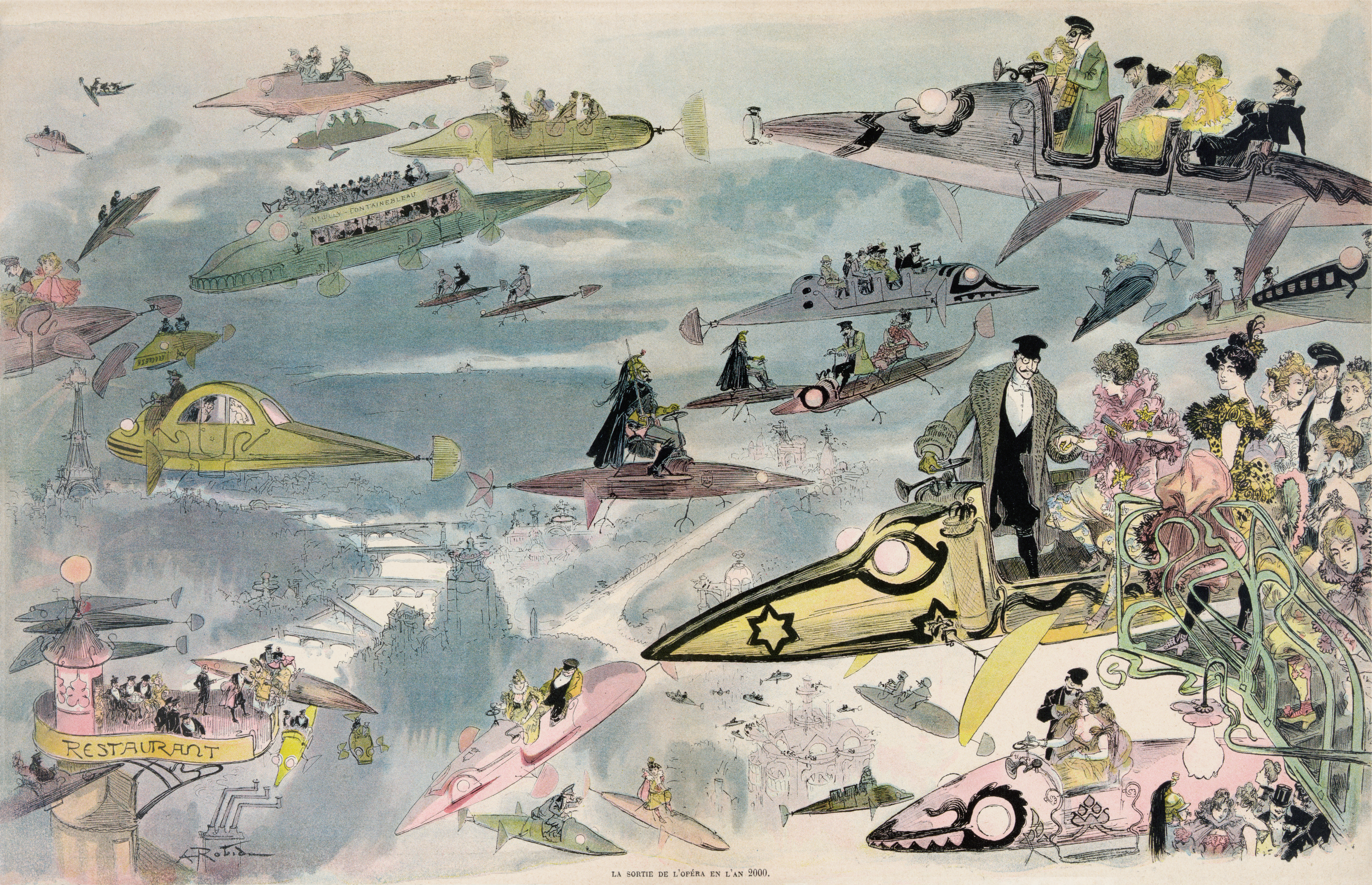
Sortie de l'opéra en l'an 2000 (Lämna operan år 2000), handkolorerad litografi av Albert Robida från cirka 1882.

 Termen  är bildad av de engelska orden för vetenskap (science) och skönlitteratur (fiction), och myntades av tidskriftsutgivaren och -redaktören Hugo Gernsback under 1920-talet. Ingen mera svenskklingande term fick något genomslag och begreppet förkortas sedan 1920-talet på svenska oftast som sf. På brittisk engelska förkortas det SF och på amerikansk engelska sci-fi. 
Historiskt sett har fantasy och science fiction till stor del gemensamma rötter.

## Definition och etymologi
Termen science fiction, bildat av de engelska orden för vetenskap (science) och skönlitteratur (fiction), myntades av tidskriftsutgivaren och -redaktören Hugo Gernsback under 1920-talet. 1926 definierade Gernsback vad han kallade för scientification, i den egna tidskriften Amazing Stories, som naturvetenskapliga äventyrsberättelser med tydliga didaktiska inslag. Enligt Gernsback skulle dessa berättelser vara skrivna med stor vetenskaplig korrekthet och han angav att en berättelse idealt skulle bestå av 75% litteratur och 25% vetenskap. Senare förvanskade han sitt eget begrepp och kallade det istället för Scientifiction. 1929 använde han så begreppet Science fiction för första gången vilket skedde i det första numret av hans tidskrift Science Wonder Stories.
Internationellt används ofta motsvarigheter till ordet "vetenskapsfantastik" (ryska: nautjnaja fantastika). På femtiotalet hölls en tävling om att föreslå en svenskklingande term för science fiction; inget av alternativen teknovision, futurama, teknodikt, faktasi (vinnaren), vernism, fyr-de, teckare, futurologi, framtidism, vetenskapsdikt och vetenskapism nådde någon spridning. Den enda svenskklingande term som alls använts sedan dess är Tord Halls förslag vetsaga fast med begränsad spridning.
John-Henri Holmberg definierar i Inre landskap och yttre rymd science fiction på två sätt, dels att det är "realistiska spekulationer i alternativ och förändring", dels att det snarare är författarens inställning till sitt verk än form eller tematiskt innehåll som gör att ett verk kan sägas vara science fiction. Den sistnämnda varianten ligger nära författaren och kritikern Damon Knights åsikt att "Science fiction är det jag pekar på när jag säger 'science fiction'.". Inom science fiction ryms allt från tunga verk som lodar i det mänskliga djupet, till rena tekniska teorier, till nästan sagolika berättelser som inte sällan gränsar till fantasy, och därtill en hel uppsjö av kioskpocketkultur samt rena såpor i rymdmiljö. Dock har inom science fiction utvecklats några distinkta underavdelningar, som har en del karakteristiska drag gemensamt, exempelvis cyberpunken och dystopierna; dessa två har en del gemensamt, men skiljer sig ändå på en del viktiga punkter.
Ett centralt begrepp inom sf, som går tillbaka på 1940-talet, är den känsla som på engelska kallas "Sense of Wonder" och som infinner sig, när man träffar på riktigt bra sf. Den närmaste svenska parallellen är när man häpnar över något som är oväntat, storslaget, banbrytande, klurigt eller fantastiskt; antingen ett eller flera av dessa begrepp i kombination. "Sense of Wonder" är ofta med i motiveringar till de priser som delas ut till verk av framstående författare i genren.
En viss distinktion mellan förkortningarna sf och sci-fi har uppstått. En enklare skiljelinje är att sf används företrädesvis av författare och fandom, medan sci-fi är journalist-jargong. Johan Jönsson hävdar att sf och sci-fi syftar på olika genrer, där den förra betecknar den "egentliga" science fiction-genren, medan den senare har börjat användas på svenska och då skulle syfta på action- eller äventyrsberättelser i rymdmiljö, detta är dock en uppdelning som debatteras livligt  och inte sällan används sci-fi som synonymt med sf.

## Historia

### Föregångare
Att skriva om saker och ting utan att begränsas av vad som för tillfället är möjligt förefaller alltid ha fascinerat författare och läsare. Berättelser om gudar och övermänniskor, väl illustrerat av Gilgamesheposet, eller fabler med talande djur, finns från väldigt tidigt i den skrivna historien. Dessa ligger nära science fiction, men de innehåller i regel inte några försök att knyta an till verklig teknik eller ens extrapoleringar av hur framtida teknik skulle kunna se ut. Lösningar kom till exempel ofta i form av deus ex machina, utan några anspråk på mänsklig inblandning.
Utöver de religiösa berättelserna, finns även legender och sägner som knyter an till befintlig teknik, men överdriver dess användning. Vanliga exempel i Europa är sägner om långa underjordiska gångar eller tunnlar mellan slott, kyrkor och kloster. Sägner om undangömda skatter, vapenförråd och till och med sovande hjältar i underjordiska grottor (till exempel Ållebergs ryttare) bygger på föreställningen om en högre grad av militär organisation än som varit praktiskt möjlig före kalla kriget. Det var först under andra världskriget som fabriker förlades i underjordiska skyddsrum, men sägner om dvärgar som smider vapen i underjorden har förekommit i århundraden.
Vändningen började strax före upplysningstiden. Bland verk från denna tid finns Francis Bacons Det nya Atlantis som är en naturvetenskaplig utopi, och Cyrano de Bergeracs Resa till månen.

### 1800-talet

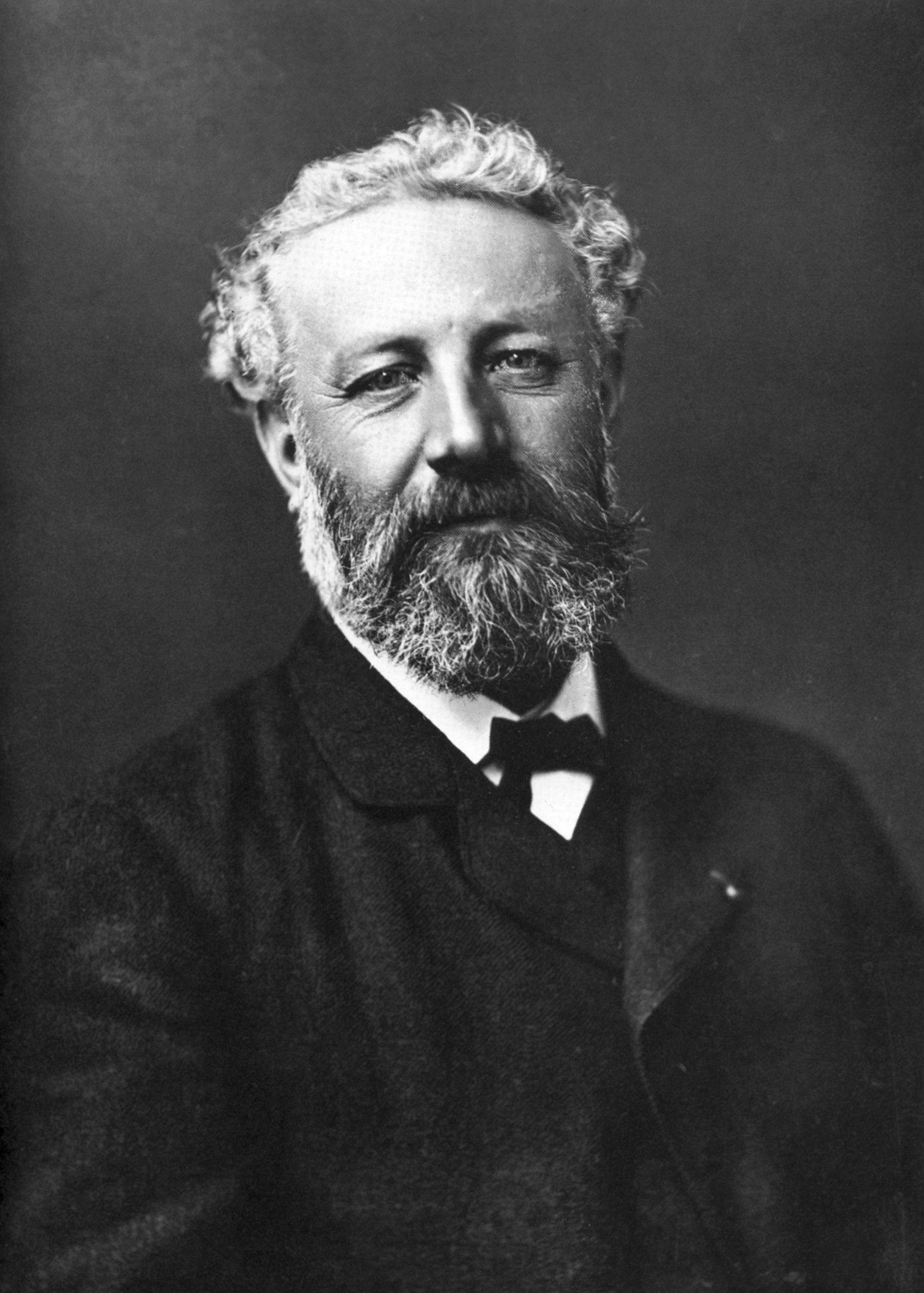
Jules Verne skrev många science fiction-romaner. Flera av hans spekulationer har efter hans död infriats.

Med den industriella revolutionen började det så sakta växa fram vad vi idag skulle kalla science fiction. En av de första böckerna, och kanske den mest kända, är Mary Shelleys Frankenstein, som utkom 1818 och beskriver en rädsla för vad den nya industrialismen kan föra med sig.
Några decennier senare började fransmannen Jules Verne sin litterära bana, och snart ser en mängd klassiker, som Från jorden till månen och Till jordens medelpunkt dagens ljus. Böckerna är speciella inte bara för den spridning de får, utan även för den positiva syn på framtiden som de har.
I slutet av 1800-talet påbörjade H.G. Wells sin författarbana, bland annat med The Time Machine från 1895, och han kom att introducera en mängd nya idéer som kom att inspirera många blivande SF-författare. Samtidigt såg ett nytt medium, som kom att få stor roll, dagens ljus, nämligen filmen.

### Det tidiga 1900-talet
1902 hade den första science fiction-filmen, en filmatisering av Jules Vernes Från jorden till månen, premiär: Resan till månen regisserad av Georges Méliès.
Flera magasin blir mer och mer inriktade på science fiction. Första magasinet som i hög utsträckning ägnar sig åt genren är svenskt, Hugin. Hugin kom ut i 85 nummer under perioden 1916-1920
Karel Čapek skrev 1920 boken R.U.R., där han blev först att använda ordet "robot", även om temat förekommit långt tidigare.
Efterhand blir den amerikanska dominansen allt starkare, inte minst beroende på en stark tidskriftskultur. Den första mer betydande tidskriften var Amazing Stories som gavs ut från 1926 av Hugo Gernsback och det var i detta magasin som namnet science fiction, ursprungligen scientifiction, skapades. Beteckningen fick snart stor spridning.

### Guldåldern

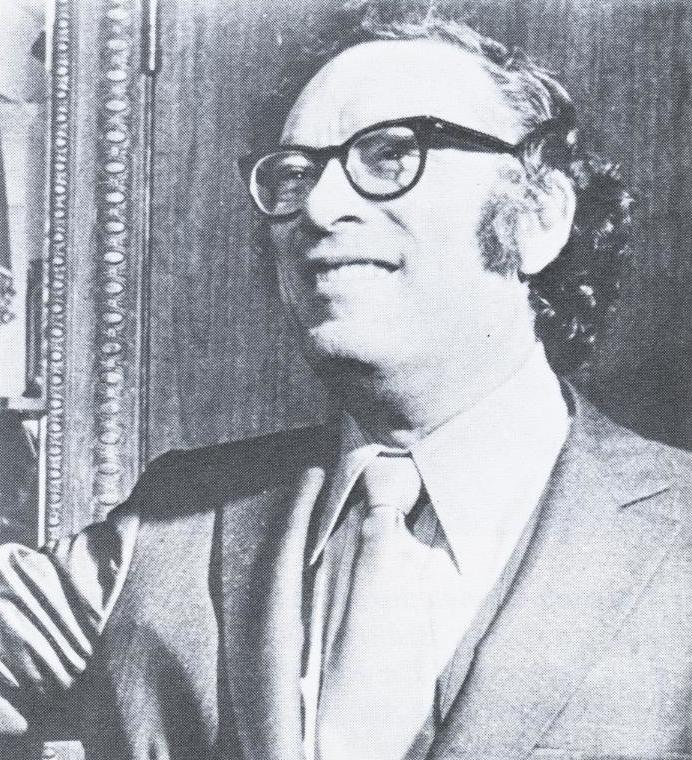
Isaac Asimov

Tiden kring andra världskriget ses ofta som genrens (litterära) guldålder. 1938 sändes H.G. Wells Världarnas krig som dramatiserad radioteater i USA vilket ledde till panik. År 1939 debuterar Isaac Asimov, Robert A. Heinlein, Theodore Sturgeon och flera andra av de mer kända författarna. Åren före hade både Frederik Pohl och Arthur C. Clarke debuterat. Ett viktigt forum för många av de nya författarna var magasinet Astounding Science Fiction, där John W Campbell som redaktör var en viktig inspiratör. Inte minst viktigt för framgången var tidsandan, beskriven i Jan Myrdals antologi om Jules Verne-Magasinet, som ännu var mycket teknikoptimistisk.
Genren börjar vid den här tidpunkten att i större utsträckning lyfta fram sociala missförhållanden, farliga samhällsutvecklingar och samhällskritik. Flera författare utnyttjade det faktum att det inom ramen för science fiction var det möjligt att dra ut konsekvenserna av olika samhälleliga eller vetenskapliga utvecklingslinjer till dess ytterligheter. 1940 kom Karin Boyes bok Kallocain, en mörk framtidsskildring som har många likheter med romanen 1984 av George Orwell, som publicerades nio år senare. Titeln Kallocain syftar på ett gift som får folk att säga sanningen.

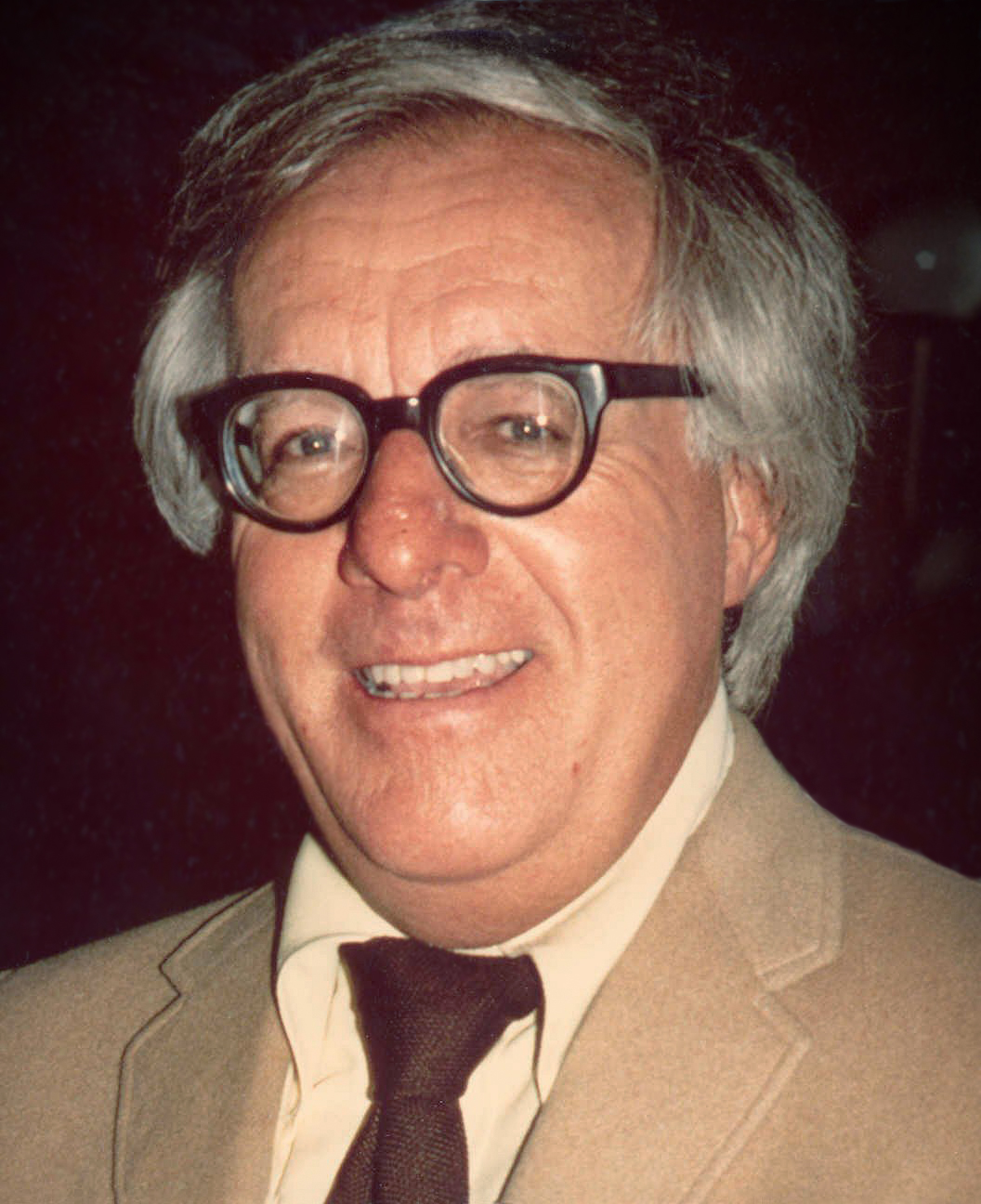
Ray Bradbury

Under 1950-talet och första halvan av 1960-talet mörknade tonen något, och från filmbranschen kom, bland annat som ett resultat av den amerikanska skräcken för ett sovjetiskt kärnvapenanfall, en mängd filmer där utomjordingar anfaller jorden. Kvalitén är ofta tämligen låg, med undantag som Förbjuden värld, Mannen från Mars (The Day The Earth Stood Still) och Invasion från Mars (It Came from Outer Space). Den senare baserad på en synopsis av Ray Bradbury.
I Sverige gick under 1960-talet den klassiska tyska TV-serien Rymdpatrullen som byggde på en serie böcker av Hans Kneifel vilka upptog lejonparten av utgivningen i Sverige av bokserierna Kosmos och Saturnus och som handlade om besättningen på rymdskeppet Orion med uppgift att patrullera solsystemet och skydda jorden mot attacker från utomjordingar.

### The New Wave

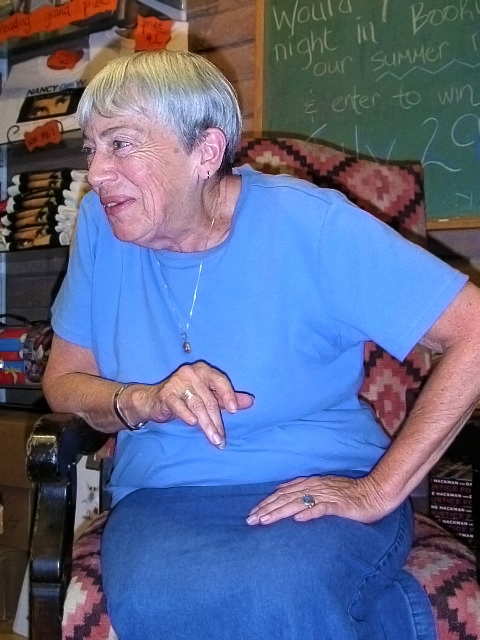
Ursula K. LeGuin skrev feministisk science fiction.

Samhällsförändringar lämnar sällan litteraturen opåverkad, och så även i slutet av 1960-talet. Medan det tidigare ofta var den yttre rymden som stod i fokus, så är det nu den inre rymden som utforskas. Det intressanta är inte längre ny teknik utan nya samhällen.
Inom filmens värld kommer filmer som A Clockwork Orange, Apornas Planet, Stjärnornas krig och År 2001 – ett rymdäventyr.
Det finns även tv-serier med science fiction-tema, bland annat Doctor Who (1963) och Star Trek (1966). Båda två har blivit uppmärksammade och kända runt om i världen.
1970-talet karaktäriseras framför allt av att feminismen nu gör sitt stora intåg i science fiction. Bland de centrala nya författarna märks Ursula K. Le Guin, (som även skrev fantasy) Samuel R. Delany, Joanna Russ, pseudonymen James Tiptree Jr. (för Alice Sheldon) och John Varley.

### Cyberpunk
På samma sätt som tämjandet av atomkraften fick en generation författare att skriva om atomdrivna farkoster, atomtandborstar och atomvapen fick det ökade datoranvändandet en ny generation författare att skriva om ett nytt högteknologiskt samhälle där information är A och O.
Till skillnad från tidigare science fiction som gärna förlagt handlingen långt fram i tiden rör vi oss här i en tid nära vår egen. Bland de främsta författarna finns William Gibson och Bruce Sterling.

### Hård science fiction
Hård science fiction är en kategori inom science fiction där man lägger tonvikten på tekniska och naturvetenskapliga detaljer, särskilt när det gäller fysik, astrofysik, kemi, biologi och teknologi.
Termen "Hård science fiction" användes första gången i tryck 1957 av P. Schuyler Miller i en recension av John W. Campbells Island of Space.
Kända författare
- Larry Niven (till exempel Ringworld)
- Stephen Baxter (till exempel The Time Ships)
- Neal Asher (till exempel Polity-serien)

### Mjuk science fiction
Mjuk science fiction är en genre inom science fiction som fokuserar på samhällsvetenskapliga aspekter såsom psykologi, ekonomi, statsvetenskap, sociologi, antropologi och ekologi.Termen mjuk science fiction började användas i slutet av 1970-talet.
Kända författare
- Ursula K Le Guin (till exempel Mörkrets vänstra hand)
- Doris Lessing (till exempel Canopus i Argo)

### New Weird
Författare av spekulativ fiktion har den senaste tiden gärna velat stiga utanför genre-begränsningar och sudda ut gränser mellan fantasy, science fiction och skräck. Vanligt är också lek med genrernas konventioner och klichéer. Att dessa genrer inte setts som "riktig" litteratur ifrågasätts ofta. Kända författare som anses företräda New Weird är Neil Gaiman, M. John Harrison, China Miéville, och Alastair Reynolds.

## Teman inom science fiction

### Gången tid och framtiden

#### Alternativhistoria
Behandlar vad som skulle hänt om historien fått en annan utgång, till exempel om ryska revolutionen aldrig inträffat, om Tyskland vunnit andra världskriget eller om Sovjetunionen aldrig upplösts. Inslagen från historia/politik är här stora.
Kända böcker: Mannen i det höga tornet

#### Försvunna världar
Framförallt inom tidig science fiction var det ett populärt tema att finna gamla försvunna civilisationer, som Atlantis. I mer modern tappning finns varianten där huvudpersonerna finner lämningar av gamla utomjordiska civilisationer, till exempel i filmen Förbjuden värld och i Frederik Pohls bok Stjärnporten.

#### Tidsresor
Genom att låta en person resa i tiden kan författaren på ett enkelt sätt skildra två skilda eror. Dock har många tidsresor kommit att handla antingen om att förhindra att en framtid ska bli verklig, eller att råka förändra det förflutna så att ens egen nutid blir annorlunda, via den så kallade farfarsparadoxen.
Kända böcker: Tidmaskinen, Dörren till sommaren, Tidens död, Tidsresenärens hustru, Jasper Ffordes romanserie om Thursday Next
Kända filmer: Demolition Man, Terminator, Tillbaka till framtiden, Returner (Japan 2004), Donnie Darko (2001), De 12 apornas armé (1995)
Kända TV-serier: Doctor Who, Time Tunnel, Time Trax, Seven Days, Life on Mars, Journeyman

#### Civilisationens undergång
Efter att USA fällt atombomber över Hiroshima och Nagasaki i Japan i augusti 1945 blev denna del av science fiction allt starkare. Den beskriver världen efter en stor ödeläggande katastrof, som kan ha så vitt skilda orsaker som invasion av utomjordingar, världskrig, miljökatastrof eller att mänsklighetens vetenskap missbrukats.
Kända filmer: Flykten från framtiden (1976), Mad Max (1979), Lost in Space (1998)

#### Utopier och dystopier
Sin största påverkan har genren kanske haft genom de dystopiska framtidsvisioner som skilda författare har gett uttryck för. Genom att driva utvecklingen till spets och yttersta konsekvens får författaren ett starkt vapen. Med 1984 varnade George Orwell för riskerna för ett storebrorssamhälle, Ray Bradbury kunde i Fahrenheit 451 varna för riskerna med ett alltmer strömlinjeformat mediesamhälle och Aldous Huxley beskriver i Du sköna nya värld farorna av att driva gentekniken till sin spets.
Svenska mainstream-författares sf-inhopp har noterats av den tyska sf-författaren m.m. Ulrike Nolte, som i sin Schwedische "Social Fiction" (2002) menar att Karin Boye, Harry Martinson, P C Jersild, Lars Gustafsson med flera haft internationell betydelse särskilt inom denna genre.
Kända böcker: Du sköna nya värld (1932), Kallocain (1940), 1984, Fahrenheit 451
Kända filmer: Brazil (1985), A Clockwork Orange (1971), THX 1138 (1971), Gattaca (1997), Dark City (1998), Cubic (2002, även känd som Equilibrium)

#### Cyberpunk
Kända böcker: Neuromancer, Androidens drömmar
Kända filmer: Flykten från New York (1981), Blade Runner (1982), Gräsklipparmannen, Johnny Mnemonic

### Superhjältar
Den form av science fiction som fått störst utbredning i serietidningar är seriehjältarna, som ofta är superhjältar. Men ofta nämns detta inte som science fiction, utan mer som "sin egen genre".
Kända filmer: Judge Dredd, Stålmannen (1978), Blixt Gordon (1980)
Kända TV-serier: Hulken (1977)

#### Mutanter
Med olika former av mutagen och mutationer skapas olika former av mutanter. Vanliga teman är deras styrkor och egenskaper, samt förhållanden till människornas samhällen. De flesta exemplen på detta är i själva verket en subgenre till superhjältegenren.
Kända serietidningar: X-Men, Teenage Mutant Ninja Turtles (1984-), Teenage Mutant Ninja Turtles Adventures (1988-1995)
Kända TV-serier: Teenage Mutant Ninja Turtles (1987-1996), Ninja Turtles: The Next Mutation (1997-1998), Teenage Mutant Ninja Turtles (2003-2009), Heroes
Kända filmer: Teenage Mutant Ninja Turtles (1990), Teenage Mutant Ninja Turtles II – Kampen om Ooze (1991), Teenage Mutant Hero Turtles III (1993), TMNT (2007)

### Robotar och androider

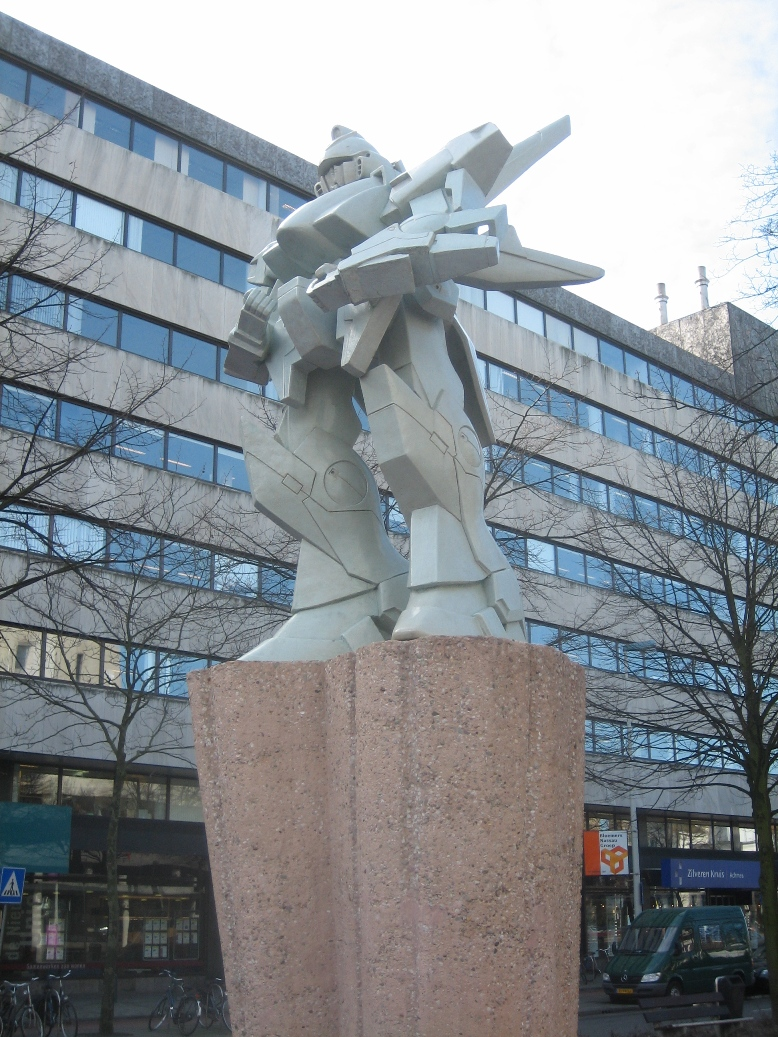
Skulpturen Guard, av Hans van Benthem, i Rotterdam i Nederländerna.

Tanken på en människa utan känslor är urgammal och har färgat synen på robotar både inom science fiction och inom samhället i stort.
Med Karel Čapeks bok R.U.R. (1920) får varelsen sitt namn, efter tjeckiskans ord för (hårt) arbete, och i filmen Metropolis (1927) porträtteras den som en slags mänsklig plåtniklas.
Attityden är ofta negativ, men när Isaac Asimov i Jag, robot (1951) formulerar robotologins tre lagar, som ska hindra en robot från att orsaka skada, så är det början på en förändring där robotarna kan vara både "goda" och "onda".
I Förbjuden värld (1956) syns de tre lagarna användas i praktiken av filmens robot Robbie. Att robotar inte alltid beter sig som det är tänkt framkommer i Arthur C. Clarkes novell The Sentinel (1951), som han utvecklade till filmmanuset för År 2001 – ett rymdäventyr (1968), där rymdskeppets dator, HAL 9000, drabbas av nervsammanbrott och nästan lyckas döda hela besättningen. I Stjärnornas krig (1977) syns robotar som mest av allt är mänskliga, till skillnad från i Terminator (1984) där de har förklarat krig mot människorna. I A.I. - Artificiell Intelligens (2001) slutligen så är robotar lydiga tjänare till människor.
I tv-serien Battlestar Galactica (1978, 2003) vill robotarna utrota mänskligheten i en avlägsen del av galaxen, kallas cyloner, och har utvecklats så långt att de inte går att skilja från människor. Battlestar Galactica är för övrigt den science fiction-tv-serie som har det högsta betyget på IMDB (Internet Movie Database). I Star Trek har androiden örlogskapten Data en framträdande roll, och han ägnar mycket tid åt att utforska sin eventuella mänsklighet och förmåga att uppleva känslor. I Star Trek-universumet förekommer även borgerna - en kultur av cybernetiska varelser som är till hälften humanoida och till hälften maskiner - som med hjälp av nanoteknologi och implantat assimilerar hela världar av humanoider och deras teknologi till borgkollektivet, där alla tänker som en.
I animerade filmer och TV-serier, riktade till en yngre publik, har de människoliknande robotarna under framför allt 1980-talet spelat en viktig roll inom självcensuren. Då Teenage Mutant Ninja Turtles 1987 blev TV-serie byttes de mänskliga Fotninjorna från Mirageserierna ut mot Fotrobotar, programmerade av Shredder att slåss, vilket tillät sköldpaddorna att utan moraliska förhinder förinta Fotsoldater medan serien kunde klassas som barn- och familjevänlig.
Kända böcker: Jag, robot (1951), R.U.R. (1922)
Kända filmer: Förbjuden värld (1956), Robocop (1987), Terminator (1984), Terminator 2 (1991), Blade Runner (1982), År 2001 – ett rymdäventyr (1968), 200-årsmannen (1999), A.I. – Artificiell Intelligens (2001), I, Robot (2004)
Kända TV-serier: Battlestar Galactica, (1978, 2003), The Transformers (1980-talet)

### Rymden
Rymden är ett tema som många förknippar science fiction med, och ordet används ibland som synonym för rymdäventyrsberättelser.

#### Månen
Innan människan i juli 1969 satte sin fot på månen för första gången var månresor populärt science fiction-tema. Senare har berättelser i stället kommit att handla om scenarier där människan bosätter sig på månen.
Kända böcker: Från jorden till månen (1865), Månen runt (1870)
Kända filmer: Resan till månen (1902)
Kända serier: Månen tur och retur (del 1) (1953), Månen tur och retur (del 2) (1954)

#### Planeten Mars

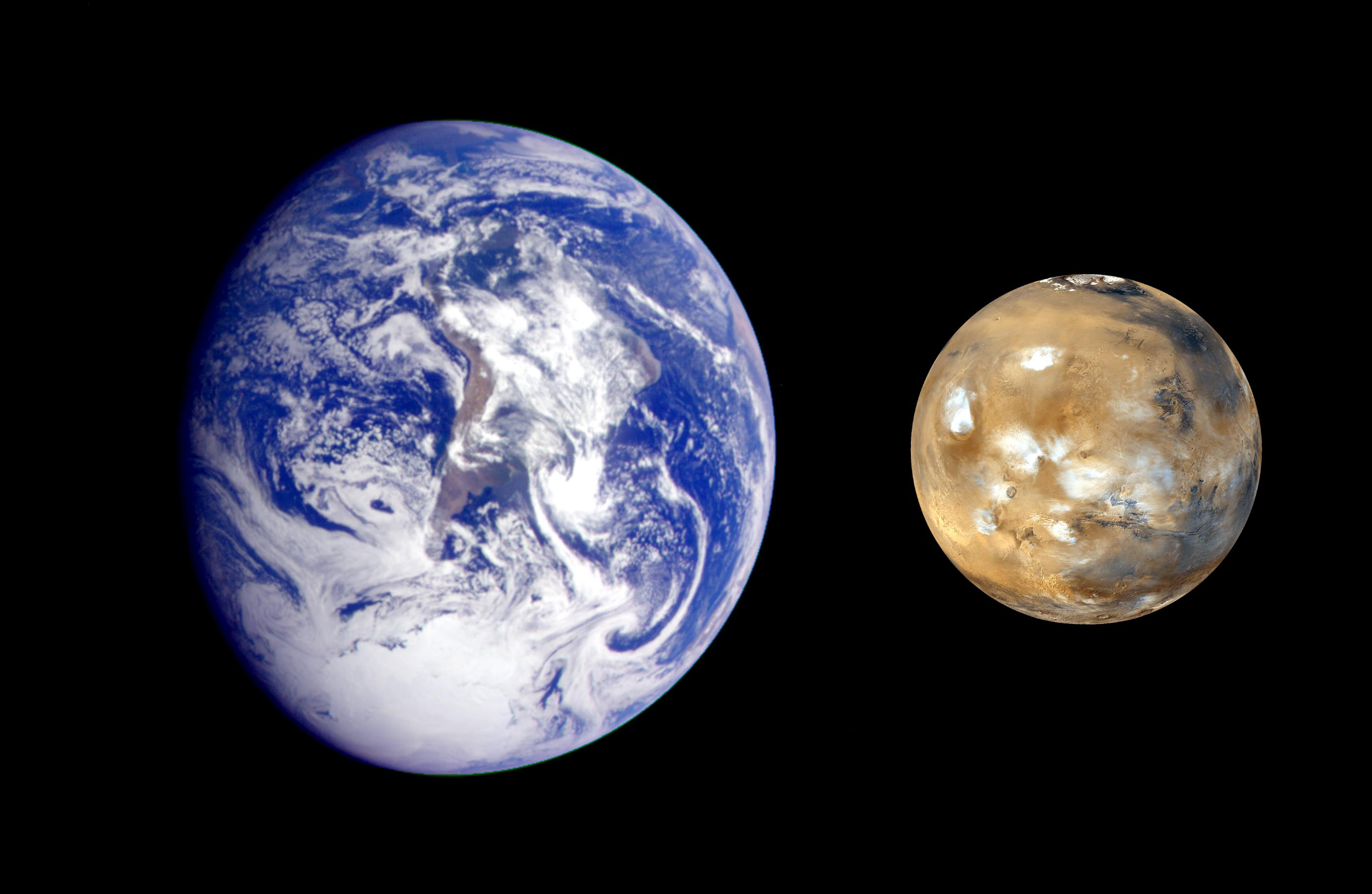
Storleksjämförelse av jorden och Mars. Bild från Nasa.

Från den tid då Percival Lowell såg kanaler på Mars blev det populärt att skriva om marsianerna som bodde där. Bland de som redan i slutet av 1800-talet skrev om Mars finns H.G. Wells med Världarnas krig och Kurd Laßwitz med På två planeter. Ibland beskrevs invånarna som blodtörstiga, som när de anfaller jorden, men det förekommer även att de ses som en äldre, visare art, liksom som en enbart en intressantare kuliss för olika händelser. Så länge inga rymdsonder undersökt Mars var detta fullt tänkbara scenarier, men när det visade sig att Mars var mer eller mindre sterilt blev det tvunget att omvärdera.
Istället blev nu temat människor på Mars, antingen som pionjärer som utför den första Marslandningen eller som kolonialister strävande efter frigörelse från jorden.
Kända böcker: Världarnas krig, På två planeter, Invasion på Mars, trilogin Röda Mars, Gröna Mars och Blå Mars
Kända filmer: Mannen från Mars (1951), Total Recall (1990), Mars Attacks! (1996), Red Planet (2000), Mission to Mars (2000)

#### Rymdopera
Ett vanligt förekommande tema inom science fiction är att man använder en handling liknande den i övrig litteratur, som bara utspelar sig på jorden och behandlar ämnen som krig, kärlek, politik samt relationer mellan människor och stater. Genom att låta handlingen utspela sig i rymdmiljö, gärna i en avlägsen framtid kan man "blåsa upp" den bakgrund som filmen eller boken utspelar sig i, och därigenom få en pampigare effekt. I stället för att bara tala om länder så är det planeter eller planetsystem, storstaden byts ut mot hela stadsplaneter och så vidare. Mest framgångsrikt är detta antagligen gjort i Stjärnornas krig, en rymdsaga som likaväl kan definieras som fantasy, där George Lucas inspirerad av kultur och arkitektur runt om jorden skapade en storslagen upplevelse.
Alastair Reynolds har skrivit rymdopera, som till skillnad från Stjärnornas krig och dylikt, är så kallat hård science fiction. "Hård" avser här vetenskaplighet - Reynolds själv definierar "hård science fiction" som skönlitteratur som hanterar vetenskap, och som inte beskriver uppenbara omöjligheter: alltså inga helikoptrar på månen! (såvida ingen terraformering, det vill säga bearbetning av månen så att den liknar jorden med avseende på gravitation och atmosfärsammansättning, förekommit).
Kända böcker: Stiftelseserien, Revelation Space-sviten
Kända filmer: Stjärnornas krig (1977), Rymdimperiet slår tillbaka (1980), Jedins återkomst (1983), Det femte elementet (1997)
Kända TV-serier: Star Trek

#### Utomjordingar
Den första kända boken där utomjordingar landar på jorden är Micromégas av Voltaire som kom ut 1752. Berättelsen handlar om Micromégas, en 32 kilometer lång jätte som blivit utvisad från sin hemplanet. När han reser genom solsystemet träffar han på den två kilometer långa "dvärgen" Saturnus och tillsammans besöker de jorden. Eftersom de är så stora, får de uppfattningen att jorden är obebodd, men till slut lyckas de med hjälp av förstoringsglas upptäcka människor.
Att utomjordingar anfaller jorden förekommer redan i tidig science fiction. Bland de mest kända exemplen finns H.G. Wells Världarnas krig, där teknologiskt överlägsna marsianer anfaller jorden.
Både Voltaire och H. G. Wells var aktiva i samhällsdebatten; även om böcker rör utomjordingar så berör mycket egentligen om hur människor beter sig, och bör bete sig, mot varandra.
Under 1950-talet blev temat särskilt populärt, detta ofta sett som ett resultat av dåtidens rädsla för att Sovjetunionen skulle anfalla USA.
Kända böcker: Micromégas (1752), Världarnas krig (1898), Porten mot stjärnorna (1960)
Kända filmer: Alien (1979), Aliens (1986), E.T. the Extra-Terrestrial (1982), The Thing (1982), Närkontakt av tredje graden (1977), Rovdjuret (1987), Rovdjuret 2 (1991), Världsrymden anfaller (1956), Världsrymden anfaller (1978), The Arrival (1996)

##### Omnipotenta utomjordingar
Tidiga kända verk där mycket kvalificerade utomjordingar figurerar, är religiösa urkunder, vars superhjältar och skapargudar ofta tillmäts allsmäktiga och andra omni-förstavade egenskaper. Dessa associeras visserligen ofta med olika himlakroppar, men eftersom framställningarna inte bär ens spår av vetenskap, är de inte science fiction utan har sin hemvist i fantasy-genren. I boken "Tidens strand" (Simak, 1987) beskrivs, både direkt och indirekt, möten med utomjordingar som kan tolkas som gudar. Det gör att den klassas som fantasy, men genom hur dessa möten sker och handlingen runtomkring gör att berättelsen uppfattas som science fiction.
Allen Wold behandlar i sin "Star God" en civilisation som utser en utförare att undersöka, vad som stör deras religiösa visioner. Andra avancerade kulturer förser honom med nödvändig superhjälteutrustning för att klara den slutliga kontakten med den till synes omnipotenta krumelur som orsakar störningarna.

## Icke science fiction-specifika teman
Science fiction kan givetvis, precis som alla andra genrer, låna teman som är specifika för en annan typ av fiktion. På så sätt kan man inom science fiction finna detektivhistorier, westernberättelser, humoristiska berättelser, filosofiska och religiösa historier med mera.

### Humor
Då de flesta science fiction-författare använt framtiden som bakgrund för sina händelser och sin samhällsanalys, så har humorn inte haft någon framträdande roll inom science fiction. Det finns dock undantag, den kanske mest kända boken bland icke inbitna science fiction-fans, Liftarens guide till galaxen, är ett sådant exempel. I boken driver Douglas Adams med allt inom science fiction-genren. Det har även gjorts ett antal mer eller mindre humoristiska filmer.
Kända böcker: Liftarens guide till galaxen
Kända filmer: Sjusovaren, Dark Star, Mars Attacks!, Det våras för rymden, Galaxy Quest, Men in Black och Men in Black II
Kända TV-serier: Red Dwarf, Futurama

### Manga och anime
Manga/Anime är egentligen ett mycket vitt begrepp, då det traditionellt omfattar alla tecknade serier resp. tecknade filmer från Japan.
Kända filmer: Akira (1987), Cowboy Bebop, Ghost in the Shell

### Religion
Religion är ett kontroversiellt ämne inom science fiction. Det är vanligen TV-serier som ger sig in på området, och i serier som Star Trek och Stargate är religionerna på jorden ett närmast tabubelagt ämne, medan seriemakarna och manusförfattarna gärna förser andra arter med mer eller mindre utvecklade religiösa läror. Här figurerar såväl faktiska som fiktiva mer eller mindre omnipotenta utomjordingar. I serien Battlestar Galactica är människorna inte från jorden och har försetts med en polyteistisk tro. Deras dödsfiender – de med människor identiska robotarna cylonerna – ständigt talar om en enda gud. Cylonerna ber en bön till "den okändes moln", och just "Mist of the Unknown" var den persiske religionsgrundaren Bahá'u'lláhs första verk.
I den mån science fiction-litteraturen inspirerats av religioner är det oftast religioner inriktade på samhälleliga förbättringar, som exempelvis Bahá'í som förespråkar harmoni mellan vetenskap och religion, kunnande och andlighet, som ligger till grund för berättelsen. T.K. Ralya är en amerikansk författare som bland annat utmärkt sig inom religiöst inriktad science fiction. Hennes mest kända bok är bestsellern The Golden Age: Thy Kingdom Come. Romanen inleds med att huvudpersonen Geoffrey Waters anklagar guden Gud sedan hans bästa vän dött i Irak-kriget. Waters förflyttas då framåt i tiden till en planet i fred och harmoni; ett paradis där principer som starkt påminner om Bahá'í-lärans har genomförts. Människorna på planeten lever efter Qadas principer, vilket är en omkastning av de två första bokstäverna i Baha'i-trons grundare Bahá'u'lláhs viktigaste verk Aqdas.
Karen Anne Webbs böcker, Adventurers of the Carotian Union, är en blandning av fantasy och science fiction med starka inslag av religion, framför allt teman från Bahá'í-trons heliga skrifter. Det samhälle som handlingen utspelar sig i är det fullt genomförda jordiska paradis som var Bahá'u'lláhs vision. Bokserien innehåller dessutom citat från en uppsjö av religiösa traditioner.
Doris Lessing låter i sin pentalogi "Canopus i Argo" multipotenta utomjordingar agera sufism-inspirerade trädgårdsmästare på Shikasta (=Jorden).
Omvänt kan science fiction-litteraturen inspirera religioner. C.S. Lewis' roman Utflykt från en tyst planet (1938) beskriver bland annat utomjordingar som hindrar mänskligheten i dess utveckling, något som senare återkommer i Scientologi-läran, vilken grundades av L. Ron Hubbard som bland annat själv skrev science fiction.

## Spridning i olika länder

### Danmark
Bland de danska Science fiction-författarna finns Inge Eriksen, Svend Aage Madsen, Erwin Neutzsky-Wulff, Niels E Nielsen, Niels Meyn och Valdemar Hanøl. Den största SF-föreningen är Science Fiction Cirklen. Liksom i Sverige för genren en ganska undanskymd tillvaro.

### Finland
Finlands äldsta science-fictionförening är Åbo Science Fiction Förening r.f. (på finska Turun Science Fiction Seura r.y. ), grundad 1976 (webbplats). En tämligen heltäckande förteckning på övriga föreningar finns här. Många föreningar kombinerar science fiction- och fantasyintresse.
Utöver klubb- och föreningsutgivna tidningar kan nämnas Enhörningen som är svenskspråkig.
Sommaren 2003 arrangerades Finncon i Åbo. Evenemanget gick under namnet Finncon X - Eurocon 2003 - Baltcon 2003, då det var den tionde gången Finncon arrangerades. Finncon X var samtidigt även Eurocon och Baltcon, det här var första gången som Eurocon arrangerades i ett nordiskt land. Finncon X var även det första Finncon-evenemanget med programpunkter på svenska. Omkring 4000 besökare besökte evenemanget. Finncon 2004 i Jyväskylä fick cirka 3000 besökare och där på följande Finncon, Finncon 2006 i Helsingfors närmare 9000 (under tre dagar).
- Se även finncon.org

### Frankrike
Det franska inslaget inom tidig science fiction är betydande. Voltaires bok Micromégas liksom Cyrano de Bergeracs böcker ses som föregångare till genren, medan Jules Verne var den första riktigt stora science fiction-författaren. Jules Verne var långt ifrån ensam, bland annat tillhörde Rosny-bröderna de mer betydande.
Efter första världskriget skedde en drastisk nedgång som skulle vara fram till 1950-talet. Under denna period publicerades på verk inom genren och det som publicerades hade ofta en pessimistisk framtidssyn. Av internationell betydelse från denna period är Pierre Boulles Apornas planet.
När genren började få viss fart igen från 1960-talet och framåt var det med en betydande inspiration från den engelskspråkiga världen, dock ofta med ett större inslag av mjuk science fiction. 
Filmen Alphaville från 1965 är en av de mer framgångsrika filmerna.
Olika former av serietidningar har från 1970-talet haft mycket stor betydelse för fransk science fiction. På senare tid har filmen Det femte elementet (1997), som är en fransk produktion, trots att den är på engelska, fått räknas som ett av de mest framgångsrika verken.
Ett antal magasin ges ut, bl.a. Galaxies och Solaris. Priset Prix Rosny-Aîné delas årligen ut för den bästa romanen respektive novellen.

### Indien
Indisk litteratur har en mycket lång tradition av fantastiska berättelser av skilda slag, vilken dock fortfarande är mer knuten till hjälteepos i filosofisk/mytologisk kontext än till vetenskaplig spekulation.
Den kände astrofysikern Jayant Narlikar är en av få som försökt sätta Indien på SF-kartan med ett par romaner på engelska, The Return of Vaman (1990) och The Adventure plus några fler på marathi (मराठी): Yakshachi Dengi (यक्षाची देणगी), Preshit (प्रेषित), Virus (वायरस), Vaman Parat Na Ala (वामन परत न आला) och Abhayaranya.

### Island
Den fornnordiska sagalitteraturen i form av "islänningasagor" borde ha givit mera genklang på en isolerad ö än annorstädes för vetenskaplig spekulation. Så mycket inhemsk produktion av sf har det dock inte lett till, men däremot många namnkunniga utländska författares verk i översättningar.

### Israel
Israels traditionella orientering mot väst och sionismens ursprungligt utopiska karaktär parat med landets egen utformning av demokrati borde ha varit en utmärkt grogrund för spekulativ litteratur. Trots det fruktbärande inflytandet inom kretsen av judiska författare och förläggare har sf dock aldrig nått mer än marginellt format inom Israel.
Några magasin har sett dagens ljus, men av de få som har överlevt förtjänar endast det 1978 startade Fantazia 2000 särskilt omnämnande.

### Italien
Det är inte helt enkelt att spåra en italiensk sf-tradition, till följd av den väl etablerade åtskillnaden mellan vetenskapligt språkbruk och skönlitterär kultur i Italien. Dantes och Marco Polos skildringar kan dock läsas som proto-science fiction.

### Japan
Japansk science fiction såg dagen i samband med samhällsomvandlingen på 1870-talet, då västerländska influenser uppmuntrades och översättningar av Jules Verne kom till. Fantastiska berättelser har gamla anor och antika hjältelegender skapade en god jordmån och mottaglighet för vad modern science fiction kan bidra med. Science fiction kom i Japan att stå för ett vidare begrepp än vad en västerländsk purist är beredd att godta.
Det var dock först efter andra världskriget som SF och fantasy fick sitt verkliga genombrott. Efter en trevande inledning kom Hayakawa SF serier (1957-1970) med 318 volymer, huvudsakligen översättningar men med ett 50-tal japanska originalarbeten. Hayakawa Publishing har fortsatt denna utgivning i två separata serier: en med översättningar som idag nått över 1 000 volymer och en inhemsk med omkring 400 verk. Flera andra förlag har följt i dessa spår. I dag publiceras årligen över 400 japanska originalverk, samtidigt med ett 150-tal översatta utländska SF-böcker - siffror som varierar med hur SF definieras.
Film och TV-produktioner har betytt åtskilligt för att sprida begreppet SF och monsterfilmerna tog sin början 1954 med Godzilla (jap. Gojira), där kärnvapenerfarenheterna bildade en psykologisk bakgrund. Till det har anime och manga breddat utbudet avsevärt.
Flera kända japanska main-stream-författare har utnyttjat SF konceptet, till exempel Abe Kōbō, Inoue Hisashi, Shiina Makoto och Murakami Haruki. I den stora mängden av professionella SF-skribenter kan nämnas den som är en av hedersgästerna vid det 65:e Worldcon , 2007 års, i Yokohama, Japan, den första gång som konventet hålls i Asien: Komatsu Sakyō, (flankerad av fandom-representanten Takumi Shibano och SF-illustratören Yoshitaka Amano).
The Best Japanese Science Fiction Stories (1989) är en antologi samlad av J.L. Apostolou och M.H. Greenberg, som ger en representativ introduktion till japanska SF-författare.

### Kina
I kinesisk litteratur finns också en lång tradition av fantastiska framställningar, vilka beredde vägen för de översättningar och nästan samtidiga inhemska verk, som dök upp strax efter förra sekelskiftet.

### Norge
Norsk-dansken Ludvig Holbergs roman Niels Klims underjordiska resa från 1741 räknas av många som världens första bevarade science fiction-roman. Som på många andra platser i Europa var det inte något större intresse för science fiction fram till mitten av 1960-talet, och då främst i en liten grupp vid universitetet i Oslo. Våren 1965 bildades Studenternas science fiction klubb, Aniara i Oslo. Två personer möttes på detta instiftelsemöte, Jon Bing och Tor Åge Bringsværd, de två som skulle visa sig bli några av de viktigaste personligheterna inom norsk science fiction. De har både givit ut böcker tillsammans och var för sig, och inte enbart science fiction. Bortsett från dessa två författare har det utgivits tämligen lite norsk science fiction, bortsett från en och en annan novellsamling då och då.

### Polen
Stanisław Lem (mest känd för sin bok Solaris - som även finns i två filmatiseringar) är 1900-talets mest lästa science fiction-författare på ett annat språk än engelska. Han var även Polens mest kända science fiction-författare och hans böcker har översatts till många språk. Seksmisja var en långfilm som kom 1984 och som handlar om experiment med tidsresor.

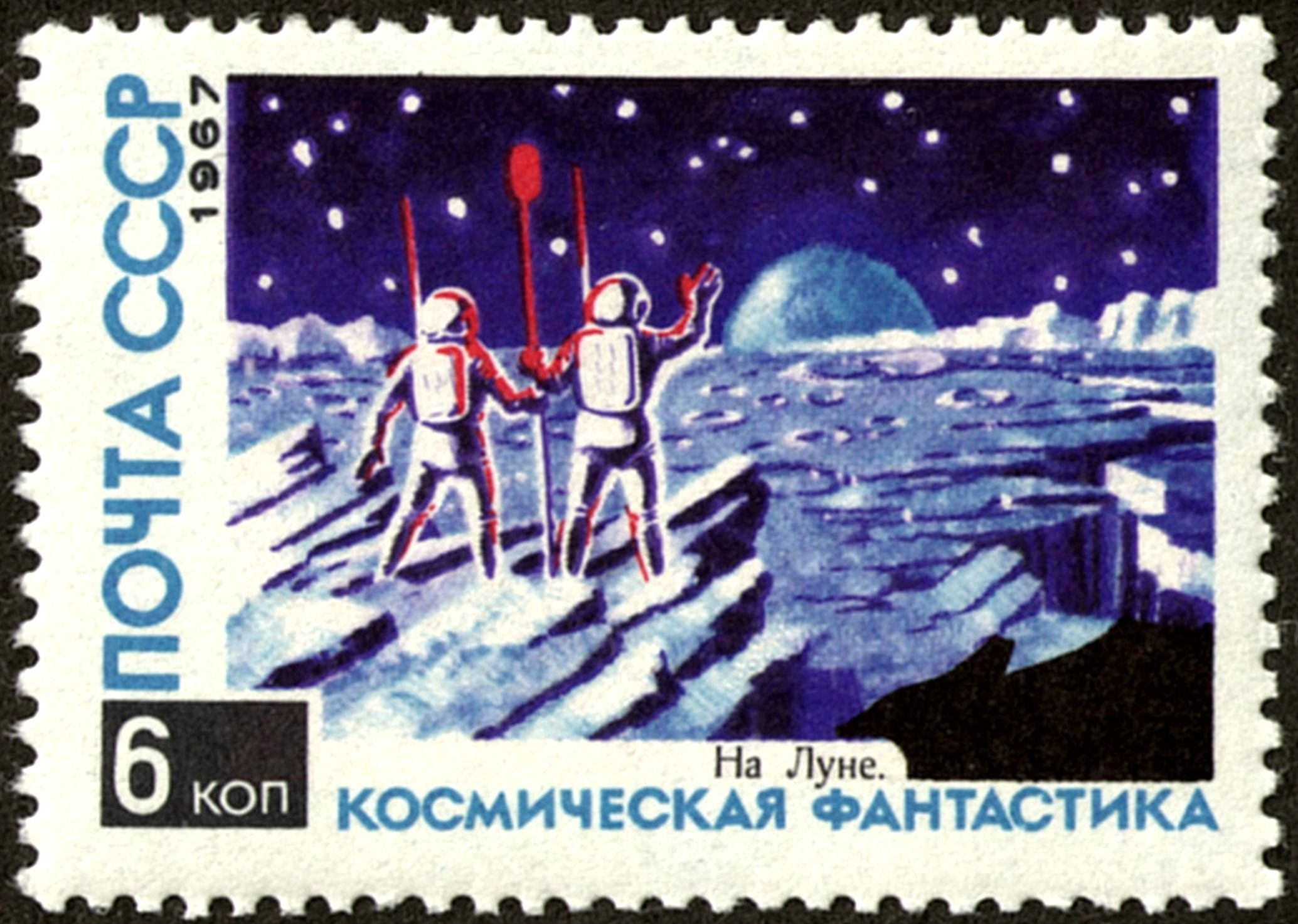
Sovjetiskt frimärke i en serie från 1967 som visar sf-illustrationer.

### Ryssland
Den sovjetiska science fiction-scenen har dominerats av Bröderna Strugatskij, av vilka Boris (1933-) fortfarande är aktiv. Paret skrev flertalet av sin stora produktion tillsammans, vilken även uppmärksammats internationellt. Deras kanske mest kända bok är långnovellen Stalker, som bygger på manuset till den omtalade filmatiseringen Stalker av Andrej Tarkovskij. Manuset var en vidareutveckling av en passage i deras roman Picknick vid vägkanten. Många av deras böcker utspelar sig i vad de kallar Middags-universumet, ett sofistikerat teknokratiskt samhälle där pengar inte existerar.

### Spanien
Filmen Abre los ojos som kom 1997 handlar om en vacker man som får sitt ansikte förstört i en bilolycka. Efter att han fått ett nytt ansikte med hjälp av ny, banbrytande kirurgi börjar den verkliga mardrömmen. I USA gjordes år 2001 en ny version av filmen, med titeln Vanilla Sky.

### Storbritannien
Bland prominenta brittiska science fiction-författare kan nämnas Iain M. Banks (som även författar "vanlig" skönlitteratur under namnet Iain Banks) samt Ken McLeod och Brian Aldiss. Härifrån kommer även Sir Arthur C. Clarke (författaren till bland annat romanen 2001 – En rymdodyssé) som dock bodde större delen av sitt liv i Sri Lanka.

### Sverige
I Sverige har genren varit relativt marginell som företeelse, både inom litteraturen och inom filmen. Det finns dock exempel. Bland kända svenska författare, som givit ut böcker inom genren, märks Harry Martinson med Aniara. Några spelfilmer har dock gjorts - bland annat den psykologiska science fiction-filmen Sommarens tolv månader från 1988 samt Rymdinvasion i Lappland från 1958. Inom TV gjordes 2012-2013 science fiction dramaserien Äkta människor.

### Tyskland
I Tyskland tillhörde Kurd Laßwitz de första science fiction-författarna och var där en samtida motsvarighet till de mer internationellt spridda Jules Verne och H.G. Wells, det viktigaste science fiction-priset har också fått namn efter honom. Under mellankrigstiden var den främste författaren Hans Dominik. Den mest spridda nutida tyska science fiction-författaren är Andreas Eschbach.
Det har gjorts relativt få tyska TV-serier, den främsta TV-serien är Raumschiff Orion.
Den tyska science fiction-filmen hade sin storhetstid under 1920-talet då UFA producerade flera berömda filmer, bland annat Metropolis. Därefter kom det mycket få tyska science fiction-filmer fram till 1980-talet då Roland Emmerich vann pris på Filmfestivalen i Berlin med filmen Nedräkningen (Das Arche Noah Prinzip).
Ett tyskt fenomen är Perry Rhodan som är en serie i bokform där det ges ut en kortroman varje vecka. Serien är världens största i sitt slag. Kring Perry Rhodan har det växt en stor flora av spinoffer, det har bland annat gjorts en film.

### USA
USA är det utan tvekan mest dominerande landet för nästan all form av science fiction. Det stora flertalet av alla internationellt kända författare är amerikaner. Det ges ut ett flertal magasin.

## Begrepp
- Portal
- Hyperrymd
- Teleportör
- Tidsmaskin
- Universalöversättare